# 2010年アジア競技大会におけるテコンドーでの失格判定
2010年アジア競技大会におけるテコンドーでの失格判定（-ねん -きょうぎたいかい -しっかくはんてい）は2010年11月17日の女子49kg級予選1回戦で起きた。
チャイニーズタイペイのスター選手、楊淑君はベトナムのヴー・ティー・ハウ（Vũ Thị Hậu, 中国語: 武氏厚）と試合を行ったが9-0とリードした試合時間残り12秒にかかとに着用する電子防具（センサー）に公認されていない規格外のものであると判断されて失格となった。
この判断にテコンドー界の韓国人8幹部が関与していたという報道が台湾でなされた結果、台湾では馬英九総統が事件の三日後に「政府は必ず選手の盾にならなければならない」と表明、政府報道官は「国際法廷に訴訟を起こして処理する可能性も排除しない」と述べた。
台北市内の韓国系学校に卵が投げつけられたり韓国製品の不買運動、太極旗を燃やす嫌韓行動も起きた。また中国時報では「少女時代が来て謝罪しても必要ない」とフロントページの上で告知を行った。
チャイニーズタイペイオリンピック委員会はこの判定についてアジアオリンピック評議会に正式に抗議、同協議会は世界テコンドー連盟とともに事実調査をすることとなった。18日国際テコンドー連盟は記者会見を開き「防具検査ではセンサーがなかったが、試合ではあった。これは意図的に付けたと見なすしかない」と説明した。
2010年11月28日に楊淑君が台湾の韓国人学校に卵が投げつけられたことに謝罪の言葉を述べたが、韓国SBS放送が試合での誤審問題を含めたあらゆる事象について謝罪したように捏造報道していると、台湾行政院報道局が抗議した。
台湾人は、「韓国人は漢字は韓国が発明したと思っている」「韓国人は幼い時から孔子は韓国人だと学ぶ」「韓国人は辛亥革命の先導者である孫文を韓国人だと主張している」と信じているため、台湾では「韓国が楊淑君の金メダルを奪おうとしている」という反発が起き、台湾メディアの『自由時報』は「孔子を韓国人だと主張した韓国が、今回は台湾テコンドーの宝である楊淑君の金メダルまで取っていった」という社説を掲載した。